# Axinandra alata
Axinandra alata är en tvåhjärtbladig växtart som beskrevs av Henri Ernest Baillon. Axinandra alata ingår i släktet Axinandra och familjen Crypteroniaceae. Inga underarter finns listade i Catalogue of Life.